# Timur și băieții lui (film din 1940)

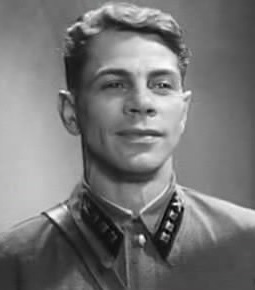
Piotr Savin în rolul lui Gheorghi Garaev

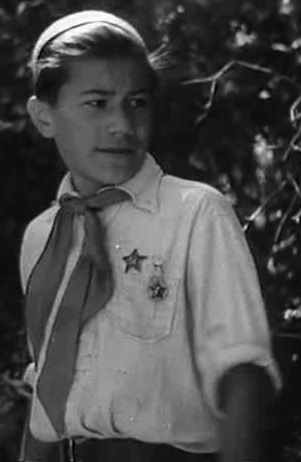
Kolea Kutuzov în rolul pionierului "Gheika", prieten cu Timur

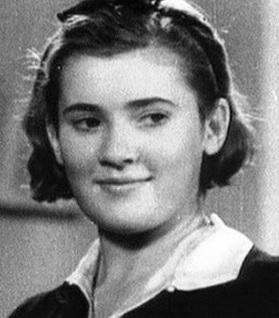
Marina Kovaliova în rolul Olgăi

Timur și băieții lui  (titlul original: în rusă Тимур и его команда, transliterat: Timur i ego komanda) este un film sovietic de aventuri pentru copii, realizat în 1950 de regizorul Aleksandr Razumnîi, 
după romanul omonim a scriitorului Arkadi Gaidar, protagoniști fiind actorii Piotr Savin, Livii Șipaciov, Lev Potiomkin, Vitea Selezniov. 

## Conținut
Filmul istorisește despre un grup de pionieri care ajută familiile Armatei Roșii. Acțiunea filmului, care a devenit un clasic al cinematografiei sovietice pentru copii, are loc într-unul din satele de vacanță, situat în apropierea unui oraș.

## Distribuție
- Piotr Savin – inginerul Gheorghi Garaev, tehnician militar de rang ul I
- Livii Șipaciov –  Timur, nepotul său
- Lev Potiomkin – doctorul Fiodor Kolokolcikov
- Vitea Selezniov – nepotul său Vitea
- Petea Grohovski – nepotul său Kolea
- Boris Iasen – Mișka Kvakin, groaza livezilor și a grădinilor
- Kolea Kutuzov – Gheika
- Igor Smirnov – Sima Simakov
- Nikolai Annenkov – colonelul Aleksandrov
- Marina Kovaliova – fiica sa cea mare, Olga
- Katia Derevșcikova – fiica sa cea mică, Jenia
- Elena Maksimova – lăptăreasa în vârstă (nemenționat)
- Elena Muzil – bătrâna, proprietara caprei dispărute (nemenționat)
- Aleksandr Putko (nemenționat)

## Literatură
- Gaidar, Arkadi. Timur și băieții lui. București, 1955: Editura Tineretului,. p. 102.